# CH Schaerbeek Brussels
 (mars 2017).
Si vous disposez d'ouvrages ou d'articles de référence ou si vous connaissez des sites web de qualité traitant du thème abordé ici, merci de compléter l'article en donnant les références utiles à sa vérifiabilité et en les liant à la section « Notes et références ».
Le CH Schaerbeek Brussels est un ancien club de handball belge, il était basé dans la ville de Schaerbeek  en région de Bruxelles-Capitale.

## Histoire
Le CH Schaerbeek Brussels réussit à détrôner le ROC Flémalle en 1966, qui détenait le monopole des titres de Champions de Belgique avec 7 sacres consécutifs.
Ce premier titre remporté sonna tels comme une des premières polémiques du handball belge car pour connaitre le champion de Belgique de la saison 1965/1966, l'URBH décida de faire un test match à Mont-sur-Marchienne dans la ville de Charleroi.
Dans ce contexte, le ROC Flémalle décide de participer au tournoi international du KTSV Eupen 1889 mais lors de la rencontre opposant les mosans face au HB Eschois Fola, l'international belge Richard Lespagnard, deux fois élu Meilleur handballeur de l'année URBH, s'écroule lors du match et décède sur le terrain d'Eupen.
Les flémallois choqués demandent à l'URBH de remettre le test match qui devrais avoir lieu dans une semaine mais celle-ci refuse et ainsi les bruxellois se retrouvent champion de Belgique par forfait.

## Palmarès
- 1 fois champion de Belgique: 1965/1966